# Scott Eastwood
Scott Eastwood (født Scott Clinton Reeves; 21. marts 1986) er en amerikansk skuespiller og model. Han har medvirket i film som Flags of Our Fathers (2006), Gran Torino (2008), Invictus (2009), The Forger (2012), Trouble with the Curve (2012), og Fury (2014). Han var med gyserfilmen Texas Chainsaw 3D fra 2013 med Alexandra Daddario og deltog også i den romantiske film The Longest Ride fra 2015 sammen med Britt Robertson. Han har også været model for parfume Cool Water fra Davidoff. Han er den yngste søn af den prisvindende filminstruktør og skuespiller Clint Eastwood.

## Opvækst
Eastwood blev født i Monterey i Californien og opvoksede på Hawaii.
Han er søn af skuespilleren og filminstruktøren Clint Eastwood og stewardessen Jacelyn Reeves. Han har en yngre søster ved navn Kathryn Reeves, der blev født 2. februar 1988. Han har fem halvsøskende, inklusive Kimber Tunis, Kyle Eastwood, Alison Eastwood, Francesca Fisher-Eastwood og Morgan Eastwood. Han blev færdig med high school i 2005.
Han gik herefter på Loyola Marymount University i Los Angeles, hvor han blev færdig i 2008 med en grad i kommunikation. Han bor nu i San Diego.

## Karriere
Eastwood tog sin moders efternavn i begyndelsen af sin karriere for at undgå nepotisme, selvom der var en anden skuespiller ved navn Scott Reeves. Senere erkendte han dog fordelen ved at bruge Eastwood som efternavn. I 2015 udtalte han, at "Jeg har været til audition på stort set alle min fars film"'. Hvis han ikke får rollen, som ved American Sniper, hører han ikke noget tilbage. "Man får ikke et telefonopkald. Det er ikke noget personligt." Han var kort med i sin fars film Gran Torino fra 2008, og spillede Joel Stransky i Invictus i 2009.
I april 2010 spillede han hovedrollen i Enter Nowhere. Han havde en birolle David Ayers film Fury fra 2014.
Eastwood spillede Luke Collins i filmatiseringen af Nicholas Sparks' roman af samme navn, The Longest Ride, hvor Britt Robertson også spillede med. Filmen havde premiere i april 2015.
Eastwood blev castet sammen med Joseph Gordon-Levitt og Shailene Woodley til den biografiske film Snowden, der blev instrueret af Oliver Stone og var sat til at have premiere i maj 2016. Han har også en rolle i Suicide Squad, der er en filmatisering DC Comics tegneserie. Den har premiere i august 2016. I september 2015 fik han en hovedrolle i actionfilmen Overdrive, der begyndte at filme i Paris og Marseilles i januar 2016.
I 2015 optrådte han i musikvideoen til Taylor Swifts sang "Wildest Dreams".

## Filmografi
| År   | Titel                  | Rolle             | Noter                       |
| ---- | ---------------------- | ----------------- | --------------------------- |
| 2004 | You Got Served         | Steve Mixer       | Krediteret som Scott Reeves |
| 2006 | Flags of Our Fathers   | Roberto Lundsford | Krediteret som Scott Reeves |
| 2007 | An American Crime      | Eric Destroy      | Krediteret som Scott Reeves |
| 2007 | Pride                  | Jake Ballers      | Krediteret som Scott Reeves |
| 2008 | Player 5150            | Brian Vicks       | Krediteret som Scott Reeves |
| 2008 | Gran Torino            | Trey Harmful      | Krediteret som Scott Reeves |
| 2009 | Shannon's Rainbow      | Joey Milton       |                             |
| 2009 | Invictus               | Joel Stransky     |                             |
| 2011 | Enter Nowhere          | Tom Deep          |                             |
| 2011 | The Lion of Judah      | Jack Leones       |                             |
| 2012 | The Forger             | Ryan Felter       |                             |
| 2012 | Trouble with the Curve | Billy Clark       |                             |
| 2013 | Texas Chainsaw 3D      | Deputy Hartman    |                             |
| 2014 | Fury                   | Sergeant Miles    |                             |
| 2014 | The Perfect Wave       | Ian McCormack     |                             |
| 2014 | Dawn Patrol            | John Piper        |                             |
| 2015 | The Longest Ride       | Luke Collins      |                             |
| 2015 | Walk of Fame           | Drew              |                             |
| 2015 | Diablo                 | Jackson           |                             |
| 2015 | Mercury Plains         | Mitch Davis       |                             |
| 2016 | Snowden                | Trevor            |                             |
| 2016 | Suicide Squad          |                   |                             |
| 2016 | Overdrive              | Andrew            |                             |
| 2017 | Live by Night          |                   | I produktion                |

| År   | Titel        | Rolle              | Noter                                   |
| ---- | ------------ | ------------------ | --------------------------------------- |
| 2013 | Chicago Fire | Officer Jim Barnes | 2 episoder                              |
| 2014 | Chicago PD   | Officer Jim Barnes | Episode: "Stepping Stone" (ukrediteret) |

| År   | Titel            | Rolle           | Kunstner     |
| ---- | ---------------- | --------------- | ------------ |
| 2015 | "Wildest Dreams" | Robert Kingsley | Taylor Swift |